# 파트리크 브뤼엘

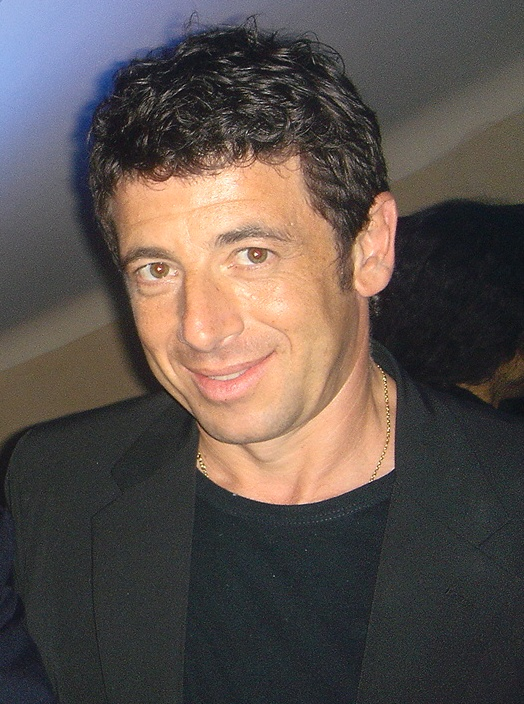

파트리크 브뤼엘(프랑스어: Patrick Bruel, 1959년 5월 14일 ~ )은 프랑스의 배우, 가수이다.
본명은 파트리크 벤기기(Patrick Benguigui)이고, 알제리 틀렘센에서 태어났다.

## 영화
- 패밀리 (2017년)
- 백 오브 마블스 (2015년)
- 러브 엣 퍼스트 차일드 (2015년)
- 섹스 러브 앤 테라피 (2014년) - 랑베르 르발루아 역
- 그 이름은... (2012년) - 빈센트 역
- 파리 맨해튼 (2012년) - 빅터 역
- 파이브 브라더스 (2010년)
- 언 시크릿 (2007년)
- 비욘드 프렌드쉽 (2006년) - 데이빗 레빈 역
- 코미디 오브 파워 (2006년)
- 로보 (2004년)
- 너만을 기다리며 (2004년)
- 아름다운 기억 (2001년)
- 따뜻한 인정 (2000년)
- 로스트 & 파운드 (1999년)
- 코드 네임 K (1997년)
- 시몽 시네마의 101의 밤 (1995년)
- 사브리나 (1995년)
- 굿 캅스 (1994년)
- 어쩔 수 없는 사정 (1989년)
- 위기의 두 형사 (1989, L'Union sacrée)
- 암즈 (1989년)
- 프랑과 달러 (1984년)